# Орєхово-Зуєво
Орє́хово-Зу́єво (рос. Орехово-Зуево) — місто обласного підпорядкування (не входить в однойменний район) в Московській області Росії, за 89 км на схід від центру Москви (78 км від МКАД), на річці Клязьмі. Є центром Орєхово-Зуєвської агломерації з населенням 276 тисяч осіб.
Населення міста станом на 2010 рік становить 121,1 тис. осіб.
Нагороджений орденом Жовтневої Революції (1970).

## Історія
Орєхово-Зуєво утворилося в результаті злиття в 1917 році сіл Орєхово, Зуєво і містечка Никільське, в 1928 році до міста доєднали також фабричне селище Дубровка. 16 лютого 1990 — постановою колегії Міністерства культури РФ місто Орєхово-Зуєво внесено до списку історичних населених місць Росії.

## Економіка

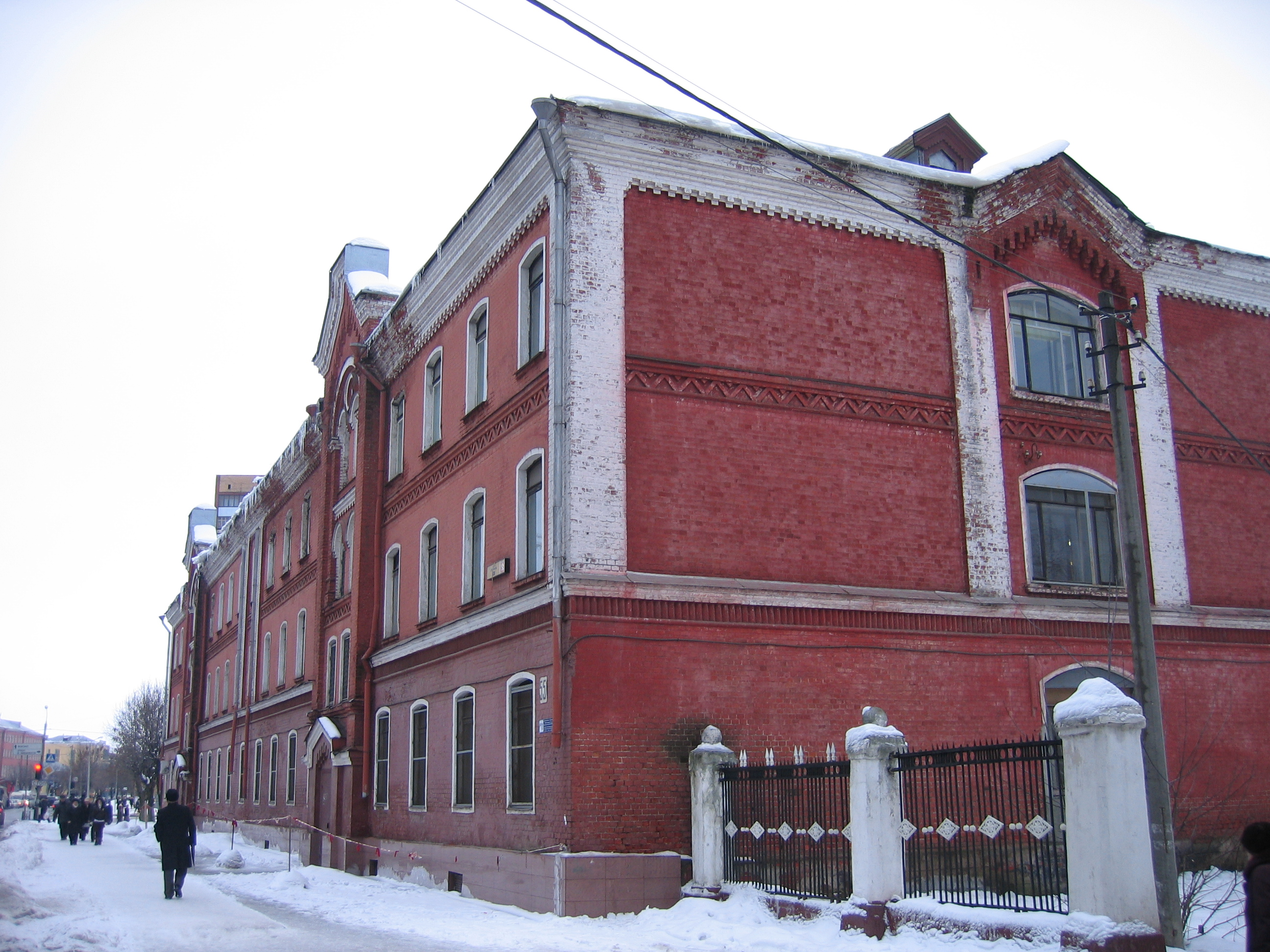
Ткацька фабрика в м. Орєхово-Зуєво

Раніше місто було важливим промисловим центром Московської області. Основними підприємствами були — Орєховський бавовняний комбінат і шовкоткацька фабрика. На місці Морозовських фабрик функціонують різні торгові центри (2000-і рр..).

## Транспорт

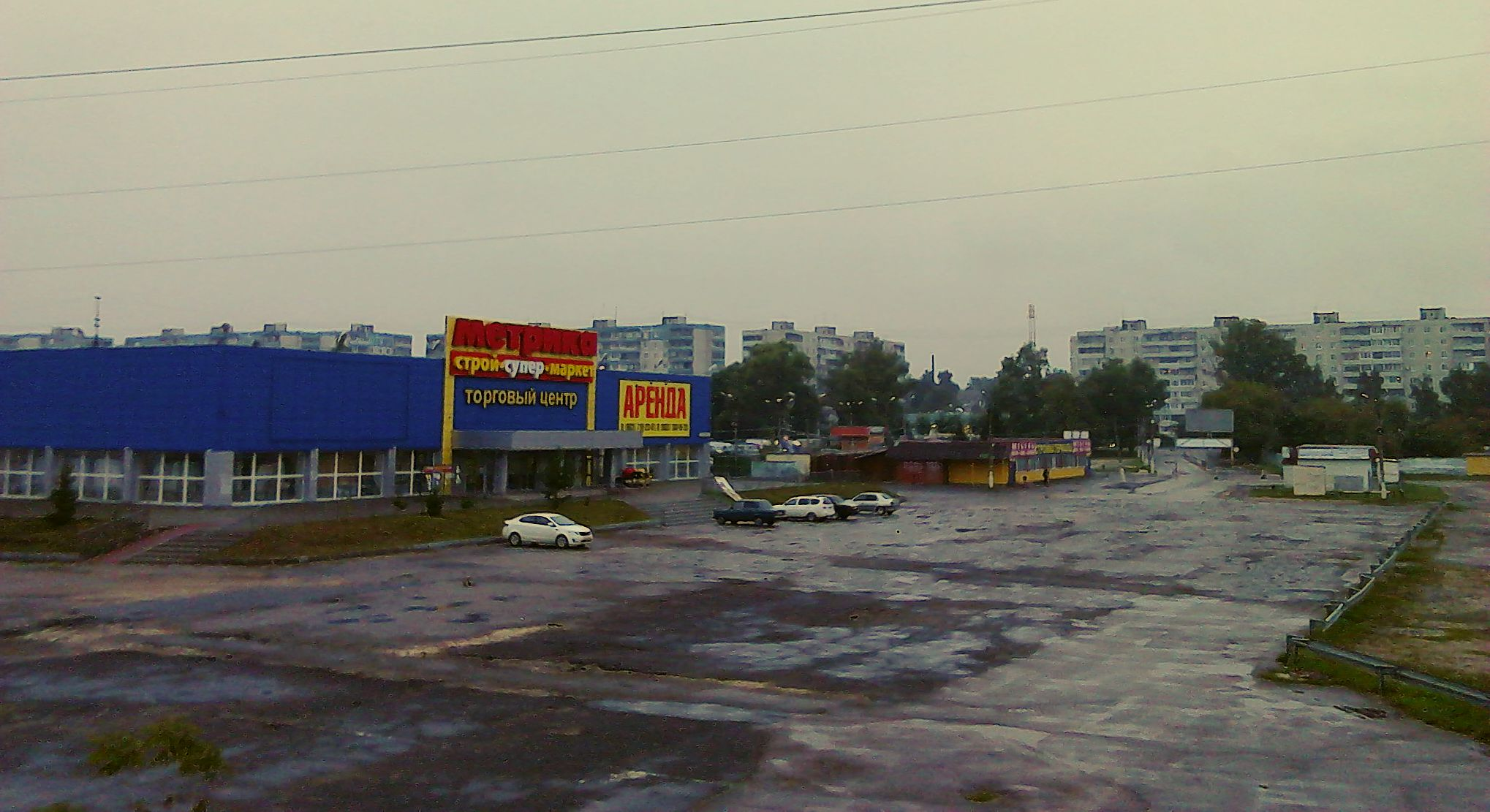
«Метрика О-З» і територія Центрального ринку вихідного дня, серпень 2013

Орєхово-Зуєво є важливим залізничним вузлом. Залізнична станція Орєхово-Зуєво — одна з найбільших не лише в Росії, але і в Європі по розформуванню вантажних потягів на 32 напрямки знаходиться на перехресті двох залізничних магістралей: Московсько-Казанської та Московсько-Нижегородської. Через це важливою проблемою є будівництво другого шляхопроводу через залізничне полотно та швидкісної платної траси.
Через місто проходить федеральна автотраса Москва — Нижній Новгород та магістралі, які зв'язують місто з підмосковними містами. Станом на квітень 2015 року триває будівництво об'їзної 4-х смугової дороги з розрахунковою швидкістю 120 км/год.

## Пам'ятки історії та архітектури

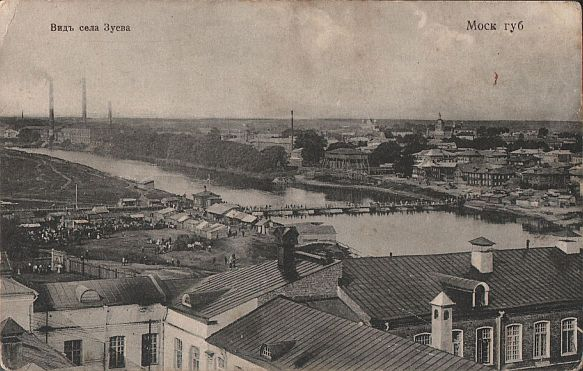
Вид села Зуєво на відкритці, 1900 рік

Місто Орєхово-Зуєво має велику кількість пам'яток історії та архітектури. Серед основних:
- Собор Різдва Пресвятої Богородиці (1874-1890)
- Старообрядницька Церква Різдва Богородиці (1884, 1913 рр)
- Будинок N62 на вулиці Леніна будинок-квартира колишнього жандармського полковника, де в 1917 році знаходилась рада робітничих депутатів, ревком і штаб Червоної гвардії[4]

В Орєхово-Зуєво є пам'ятки промислової архітектури кінця 18-19 ст: корпуса колишніх Морозовських фабрик (колишнє село Никольське), заводу «Респиратор», Підгірної фабрики купців Зиміних, будівля Зимового театру (1912 рік, модерн).

## Архітектура
Наприкінці 1920-х років розпочалось масове житлове будівництво. У 1960-ті — 1970-ті роки забудовувався північно-західний район. У 1980-х роках сформовано новий центр на березі Клязьми.

## Символіка
Місто Орєхово-Зуєво має власну символіку — герб та прапор. Сучасна версія міської символіки ухвалена 29 грудня 1997 року. Геральдичними кольорами міста є білий, червоний, золотий та блакитний.

## Населення
| Рік  | тис. чол | рік  | тис. чол | рік  | тис. чол | рік  | тис. чол |
| ---- | -------- | ---- | -------- | ---- | -------- | ---- | -------- |
| 1923 | 44.1     | 1970 | 120.1    | 1996 | 125.1    | 2008 | 121.7    |
| 1926 | 62.8     | 1973 | 124      | 1998 | 125.3    | 2010 | 121.1    |
| 1931 | 76.7     | 1976 | 128      | 2000 | 124.9    | 2011 | 120.7    |
| 1939 | 99.3     | 1979 | 132.3    | 2001 | 124.7    | 2012 | 121.3    |
| 1956 | 109      | 1982 | 135      | 2003 | 122.2    | 2013 | 121.4    |
| 1959 | 108.3    | 1986 | 136      | 2005 | 122.2    | 2014 | 120.7    |
| 1962 | 113      | 1989 | 137.2    | 2006 | 122.1    |      |          |
| 1967 | 117      | 1992 | 136.2    | 2007 | 122.0    |      |          |

| Показник                       | 1999  | 2001  | 2003  | 2005  |
| ------------------------------ | ----- | ----- | ----- | ----- |
| Народжених на 1000 нас.        | 6.6   | 8.5   | 10    | 10.2  |
| Померлих на 1000 нас.          | 22.7  | 22.8  | 21.2  | 20.9  |
| Природний приріст на 1000 нас. | -16.1 | -14.3 | -11.2 | -10.7 |

## ЗМІ
У місті Орєхово-Зуєво зареєстровано і працює декілька друкованих та електронних ЗМІ: державна газета «Орєхово-Зуевська правда», муніципальна газета «Ореховськие Вести», бюлетень адміністрації та Ради депутатів міського округу «Деловые вести», ТРК «Орєхово-Зуево», Орєхово-Зуевська редакція радіомовлення — філія державної установи Московської області Телерадіомовної компанії «РТВ-Підмосков'я»

## Освіта
У місті є ряд філій Московських вищих навчальних закладів, серед них
- Московський державний обласний гуманітарний інститут;
- Філія Інституту економіки та підприємництва;
- Філія Московської міжнародної вищої школи «Мірбіс»;
- Філія Російського нового університету;
- Філія Російського заочного інституту текстильної та легкої промисловості;

Станом на 2005 рік у місті було 20 шкільних навчальних закладів, однак кількість учнів скорочується: у 1999 році в школах навчалось 14,4 тисячі учнів, у 2005 році — 11,1 тис. Натомість кількість дошкільних навчальних закладів скорочується — якщо у 1999 році їх було 36, то у 2005 — 31. Водночас скорочується кількість дітей, які відвідують дитячий садок: у 2003 році таких було 70,6 % відповідної вікової групи, у 2005 році вже тільки 63,4 %

## Міста-партнери
- Новополоцьк (Білорусь)
- Требинє (Боснія і Герцеговина)
- Яньчен (КНР)
- Коктебель (Україна)